# Emblema della Repubblica Socialista Sovietica Lettone
L'emblema della Repubblica Socialista Sovietica Lettone fu ufficialmente adottato il 25 agosto del 1940, e fu utilizzato come stemma ufficiale dello stato fino al 1990.

## Simbologia
Visibilmente ispirato a quello dell'Unione Sovietica e in generale alla grafica tipica dell'araldica socialista, lo stemma mostra riferimenti alla fertilità agricola (le spighe di grano ai lati) e alla tradizione marittima della Lettonia (il tipico "sol dell'avvenire" rappresentante il radioso futuro del proletariato sorge qui infatti dalle onde del Mar Baltico). Sono inoltre presenti la stella rossa a cinque punte e la falce e martello, a rappresentare la "vittoria mondiale della comunità di stati socialisti". Una caratteristica è che il martello è posizionato sopra la falce, quando nella maggior parte dei casi è l'opposto però, è stato così anche con un vecchio stemma della Repubblica Socialista Sovietica Kazaka. 
L'emblema riporta infine il motto di origine marxista "Proletari di tutti i paesi, unitevi!", riportato sia in lingua lettone (Visu zemju proletārieši, savienojieties!) che in lingua russa (Пролетарии всех стран, соединяйтесь!).
Il nome ufficiale della repubblica socialista è riportato alla base unicamente in lingua lettone, e riporta la dicitura Latvijas PSR, con PSR acronimo di Padomju Sociālistiskā Republika ("Repubblica Socialista Sovietica").

## Storia

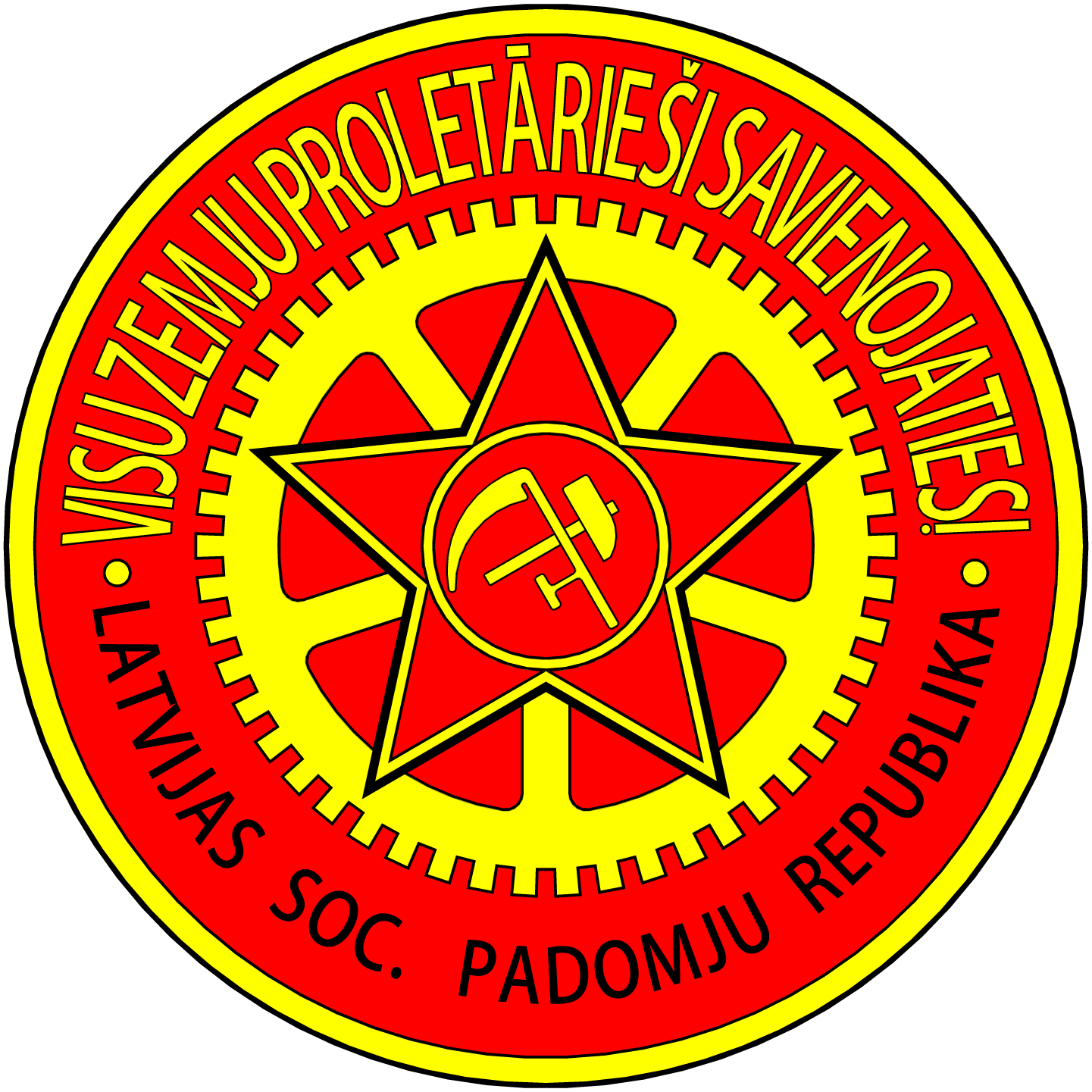
La prima versione dello stemma sovietico della Lettonia, adottato come simbolo della prima repubblica comunista lettone tra il 1918 ed il 1920

Lo stemma fu sostituito a quello repubblicano lettone nel 1940, dopo la costituzione della repubblica sovietica a seguito dell'invasione russa; il governo comunista impedì ben presto l'utilizzo del vecchio emblema, e provò a sostituirlo ovunque con il simbolo del nuovo stato socialista. Un esempio di questo tentativo di rimozione ebbe luogo nel Cimitero militare di Riga, nel quale lo stemma della Lettonia democratica che campeggiava all'entrata del cancello fu rimosso (assieme a quelli di tutte le altre città lettoni), e sostituito con quello del nuovo stato.
Dal 2013 l'esposizione del vecchio emblema sovietico, così come di ogni altro simbolo comunista, è vietata da una specifica legge dello stato.